# Дуб
Дуб (лат. Quércus) — род деревьев и кустарников семейства Буковые (Fagaceae), объединяющий более 600 видов. Дуб хорошо узнаваем благодаря его плодам — желудям (являющимся, по сути, орехами).

## Ботаническое описание

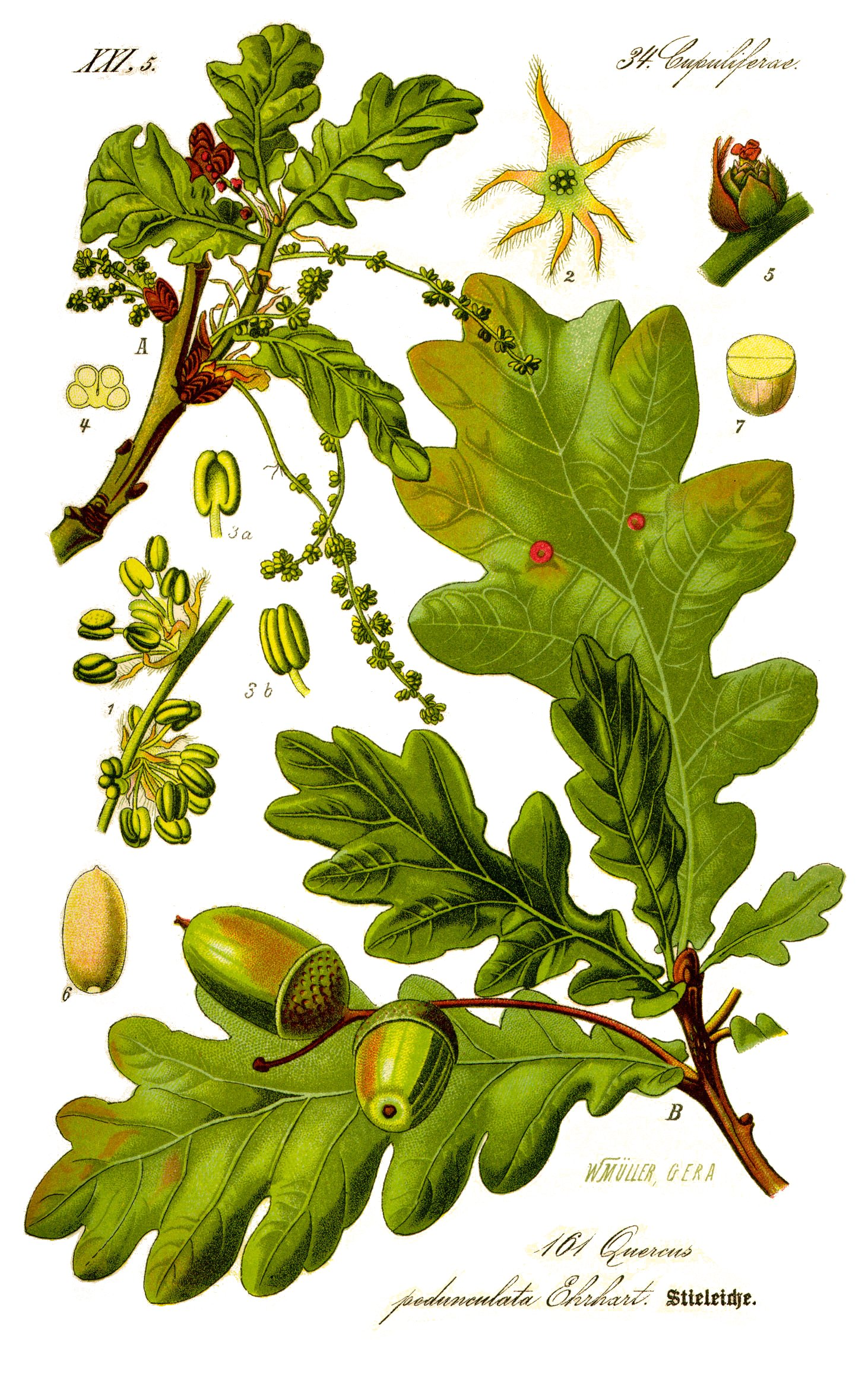
Дуб черешчатый.

Большинство дубов — крупные, мощные деревья. Многие виды этого рода принадлежат к числу вечнозелёных растений с кожистыми листьями, сохраняющимися на растении по нескольку лет. У других видов листья опадают ежегодно или, высыхая, остаются на дереве и разрушаются постепенно. Большинство вечнозелёных видов имеют цельные листья, остальные — лопастные.
Цветки раздельнополые, мужские и женские находятся на одном и том же растении. Женские цветки образуют небольшие пучки или серёжки, мужские собраны в висящие или стоячие, часто длинные серёжки.
Формула цветка: {\displaystyle \ast P_{(6-8)}\;A_{6-10}\;G_{0}} и {\displaystyle \ast P_{3+3}\;A_{0}\;G_{({\underline {3}})}}.
Цветочные покровы простые, слабо развитые, но при основании женских цветов формируется множество чешуевидных листочков, расположенных на кольчатом валике, который является разросшимся цветоложем. При созревании плодов этот валик вместе со своими чешуями разрастается ещё больше и таким образом формируется характерное блюдце или «шапочка» — плюска, которая облекает снизу дубовый плод, или жёлудь. У разных видов дуба величина желудей и форма чешуек крайне разнообразны: у одних чешуйки весьма малы, у других, как у дуба венгерского, длиной почти в сантиметр, отвёрнуты и т. д. Завязь цветков дуба почти всегда трёхгнёздая; но во время созревания плодов разрастается только одно гнездо и получается односемянный плод с крепким кожистым околоплодником, причисляемый к числу орехообразных плодов.

## Распространение и экология

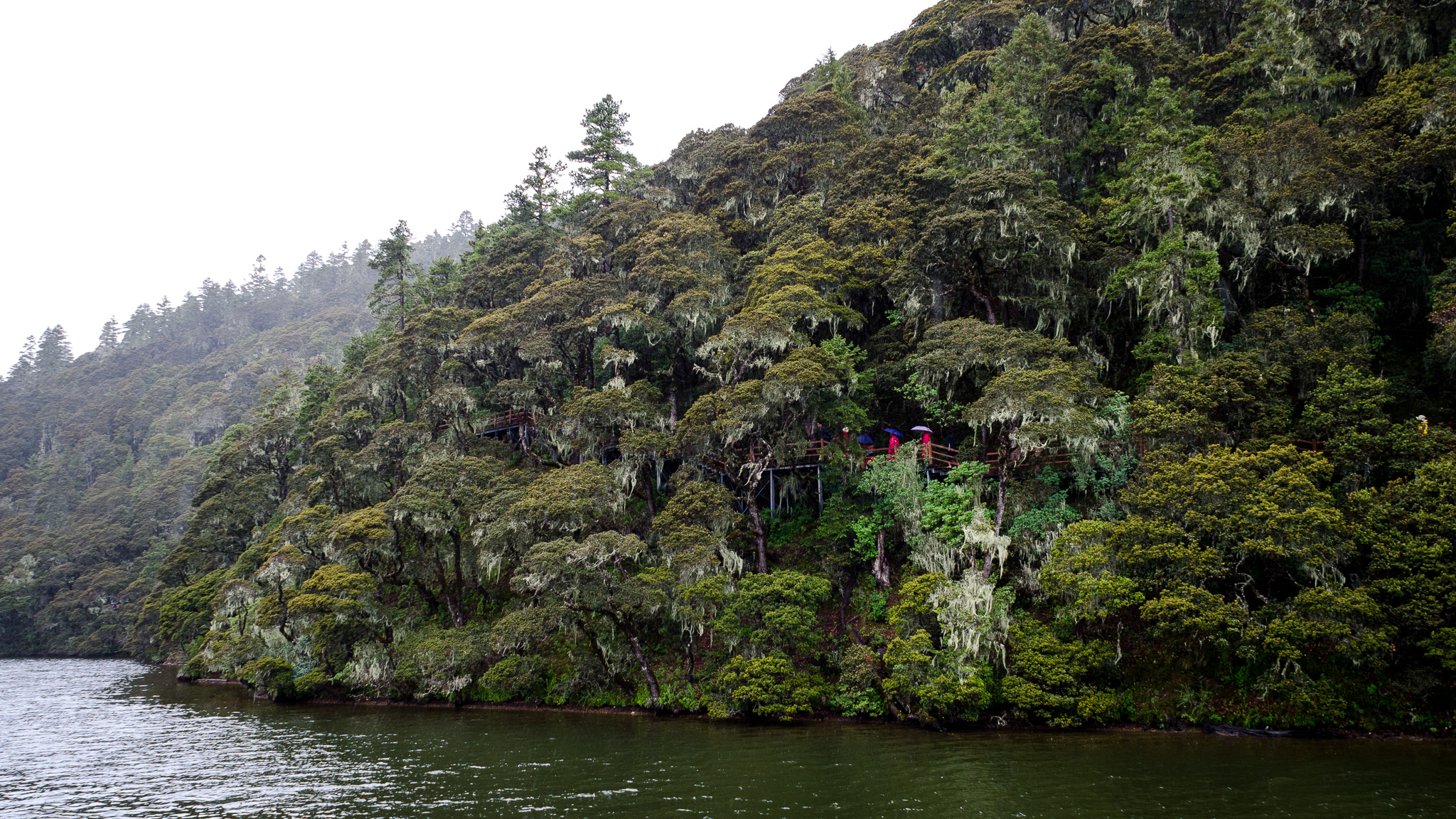
Высокогорные вечнозелёные дубы (Quercus pannosa) Тибета

Естественным ареалом дуба являются прежде всего регионы Северного полушария с умеренным, субтропическим и тропическим климатом. Южной границей распространения являются тропические высокогорья, по которым, в частности, несколько видов дуба пересекают экватор и незначительно заходят в Южное полушарие (Южная Америка и острова Индонезии).
Склерофильные дубы растут на юго-востоке Тибета (в Сино-Тибетских горах) с позднего эоцена. Схожие и общие виды встречаются в высокогорьях Афганистана (на склонах Гиндукуша) и Гималаях. Ближайшие европейские родственники этих дубов обитают в Средиземноморье.

## Классификация

### Таксономия
Quercus  L., 1753, Sp. Pl. [Linnaeus] 2: 994
Род Дуб относится к семейству Буковые (Fagaceae) порядка Букоцветные (Fagales). Таксономическая схема в соответствии с Системой APG IV по состоянию на декабрь 2023 года:
|  |                                      |  |                                   |                                   |                   |  | ещё 6 семейств |             |             |                                                              |
|  |                                      |  |                                   |                                   |                   |  |                |             |             | 627 подтвержденных видов и 234 вида, ожидающих подтверждения |
|  |                                      |  |                                   | порядок Букоцветные               |                   |  |                |             | род Дуб     |                                                              |
|  |                                      |  |                                   | порядок Букоцветные               |                   |  |                |             | род Дуб     |                                                              |
|  | отдел Цветковые, или Покрытосеменные |  |                                   |                                   | семейство Буковые |  |                |             |             |                                                              |
|  | отдел Цветковые, или Покрытосеменные |  |                                   |                                   |                   |  |                |             |             |                                                              |
|  |                                      |  | ещё 63 порядка цветковых растений | ещё 63 порядка цветковых растений |                   |  |                | еще 7 родов | еще 7 родов |                                                              |
|  |                                      |  |                                   | ещё 63 порядка цветковых растений |                   |  |                |             | еще 7 родов |                                                              |

### Виды
Наиболее известные виды.

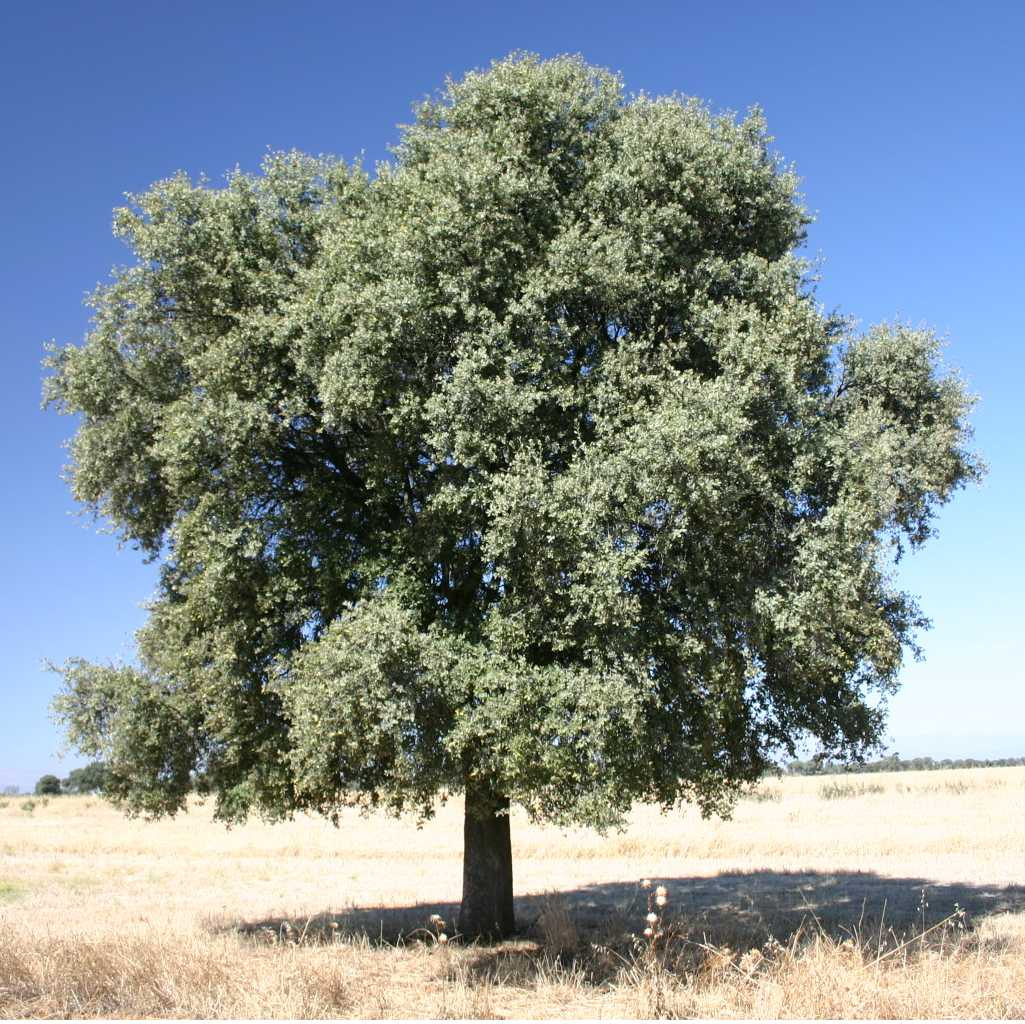
Дуб каменный на равнине в Испании

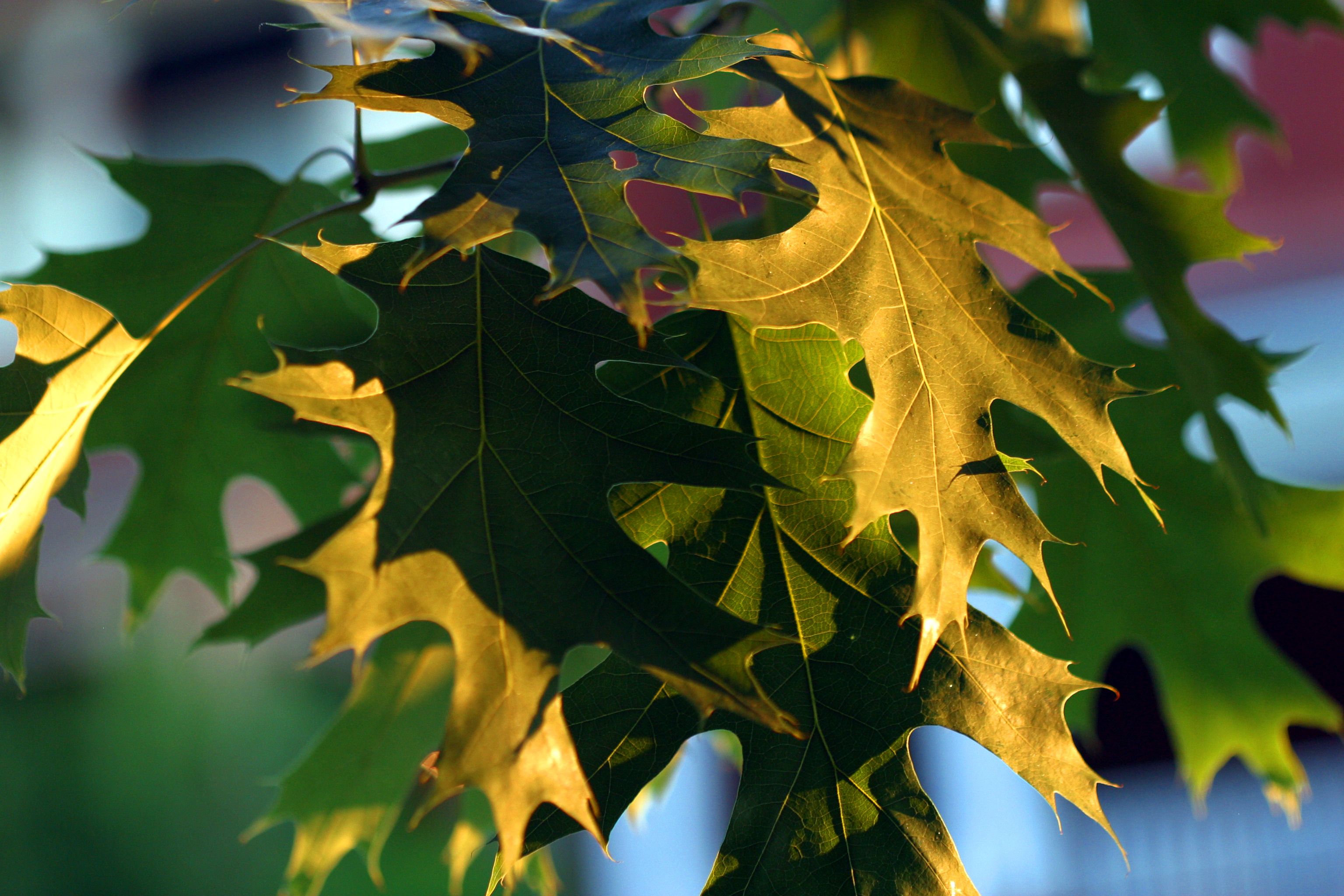
Листья дуба болотного (Quercus palustris)

Разные виды дуба распространены в умеренных и тёплых странах; в жарких странах — в горах. В Южной Америке, за исключением её северной части, нет ни одного; нет их также в Австралии; в Африке только в странах при Средиземном море. В средней Европе их до 20 видов.
В России значительно распространён только один вид — Дуб черешчатый (Quercus robur) с двумя разновидностями: различие между ними заключается в том, что одна цветёт в середине или в конце весны — это летний дуб, а другая — двумя или тремя неделями позже — это зимний дуб.
Дуб доходит в северо-западной России до Финляндии, до 60° и даже 61° северной широты. В восточном направлении северный предел распространения дуба постепенно спускается к югу, и, подходя к Уральскому хребту, понижается до 57° и несколько южнее. Урал является восточной границей ареала дуба черешчатого.
В западной России и на черноморском побережье Кавказа встречается весьма распространённый в остальной Европе вид — Дуб скальный (Quercus petraea). Оба эти дуба составляют главный состав русских дубовых лесов и рощ, число и обширность которых с каждым годом уменьшаются. На Кавказе к ним присоединяются: Дуб пушистый (Quercus pubescens), Дуб Гартвиса (Quercus hartwissiana), Дуб крупнопыльниковый (Quercus macranthera) и Дуб каштанолистный (Quercus castaneifolia), входящий в отдельный подрод Cerris.
На Дальнем Востоке России, в Приамурье, Приморье и Сахалинской области, произрастает другой вид — Дуб монгольский (Quercus mongolica). Небольшая реликтовая роща дуба монгольского имеется в Забайкалье, недалеко от пограничной заставы Урюпино. Реже на крайнем юге Дальнего Востока встречаются: Дуб зубчатый (Quercus dentata), Дуб чуждый (Quercus aliena) и Дуб вутайшанский (Quercus wutaishanica).
В 1950—1980-х годах предпринимались попытки акклиматизации дуба в Алтайском крае. Если посадки 1950-х годов проходили с переменным успехом, то насаждения 1980-х оказались успешными: дубы прижились и плодоносят, жёлуди разносятся птицами и бурундуками на значительные расстояния, где также приживаются.

## Древесина

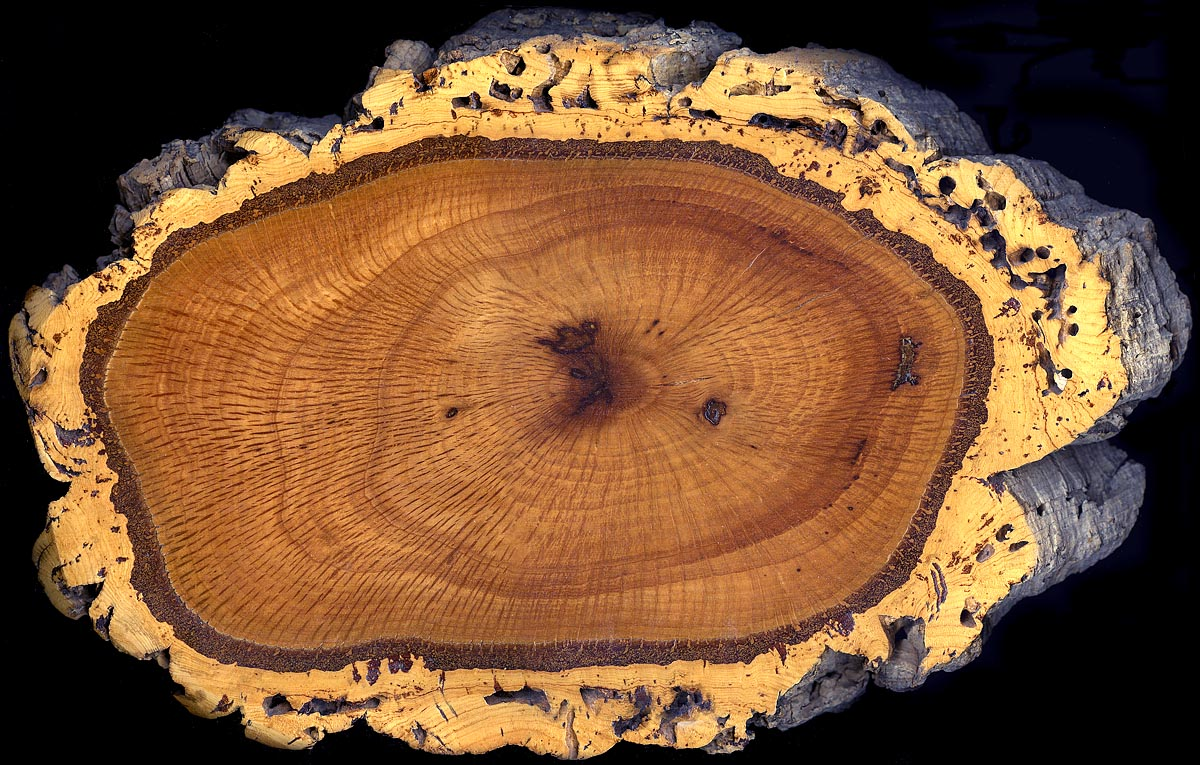
Поперечный спил ствола пробкового дуба Quercus suber.

Древесина дуба отличается прочностью, крепостью, плотностью, твёрдостью и тяжестью.
Свойства древесины зависят от условий произрастания дерева. Так различается:
- дуб боровой, дубровный или каменный (Quercus ilex), выросший на сухих песчаных местах — в дубравах или борах; кора у него толстая, почти чёрная; древесина мелкослойная, соломенно-жёлтого цвета, отличается твёрдостью, но малоупруга;
- дуб ольсовый, свинцовый, железный или водяной, произраставший по берегам текучих вод и на возвышенных местах, среди ольховых трясин (ольс); он с кожистой корой светлого синевато-серого цвета, покрытой беловатыми пятнами, и прямым стволом с густой, редко сухой, вершиной; древесина крупнослойная с бледно-розовым отливом и белой оболонью, очень тяжёлая, весьма упругая, но при высыхании сильно трескающаяся;
- на местах средних между бором и ольсом вырастает дуб с древесиной переходных качеств — желтоватой, с белой оболонью, более упругой, чем дубровного дуба, но ниже ольсового, и по твёрдости уступающей обоим; кора на стволе толстая, мягкая, серо-бурая, покрытая в трещинах красноватым налётом, а с северной стороны зеленоватым мхом; суховершинность и дупловатость комлевой части ствола довольно часты.

Дубовая древесина — превосходный строительный и поделочный материал: она идёт на подводные и сухопутные постройки, устройство подводных и основных частей деревянных судов (преимущественно летнего дуба) и как бочарный, экипажный, машинный, мебельный, паркетный и столярный лес (предпочитается зимний дуб); особенно ценится для последних морёный дуб, долго пролежавший в воде (до сотни лет) и имеющий тёмную, почти чёрную древесину. Хорошо поддаётся искусственному старению (браширование).
От бортов корабля USS Constitution, сделанных из виргинского дуба, могли отскакивать даже выпущенные из пушек ядра.
Хотя удельная теплота сгорания древесины дуба выше, чем у других древесных пород средней полосы России, но для полного сгорания дубовых дров требуется большая тяга воздуха, дубовый уголь плохо держит жар.

### Дубовая кора
Дубовая кора содержит много дубильной кислоты, а потому идёт на дубление кож. Дубовые галлы, или чернильные орешки, то есть патологические образования на листьях (вызванные насекомыми из рода Cynips, которые откладывают яйца в тело листа), также содержат дубильную кислоту и краситель, служащие для дубления, приготовления красок и чернил для письма. Такие орешки образуются и на дубе, произрастающем в средней полосе России, и на малоазиатском и греческом дубе — Quercus infectoria и пр. В тех же странах растёт Дуб австрийский (Quercus cerris), плодовые блюдца которого идут также на дубление и составляют предмет значительной торговли. У дуба пушистого (Quercus pubescens) из Восточного Средиземноморья и соседних областей Азии они служат для дубления кож, крашения тканей и производства чернил.
Отвар дубовой коры мастера древесной пластики используют для получения эффекта чёрного дерева:89.
Кора дуба используется в качестве лекарственного средства . Дубильные вещества оказывают вяжущее и противовоспалительное действие, при диарее «закрепляя» кишечник. Настой, или отвар хорош в качестве полоскания при инфекциях полости рта и горла, а также при воспалении дёсен. Он «дубит» слизистую оболочку и лишает этим бактерий питательной среды. Позднее затвердевшая слизистая заменяется новой, здоровой тканью.

## Значение и применение
Дубовый строевой и поделочный лес дают главным образом названные русско-европейские виды. Из остальных видов дуба всего важнее Дуб пробковый (Quercus suber), растущий в южной Франции, Испании, Алжире, на Черноморском побережье Кавказа. Он замечателен необыкновенно толстым слоем пробки, образующимся в его коре. Слой этот бывает в несколько сантиметров толщиной и идёт на приготовление бутылочных пробок. Снятие этого пробкового слоя начинается с 10- или 15-летних деревьев. Первая пробка не годится, но через 8—12 лет нарастает новая, которая и идёт в дело. После второй съёмки снимается через известный промежуток времени третий слой и т. д.
Вечнозелёный Дуб каменный (Quercus ilex), растущий в Италии и в средиземной области вообще, даёт сладкие жёлуди, употребляемые в пищу. Тем же отличаются многие дубы на востоке и в тёплых странах Америки, особенно в Калифорнии, они широко использовались в пищу американскими индейцами. Кроме того, жёлуди идут на корм скоту. Жёлуди дубов, произрастающих на территории России, идут только на приготовление желудёвого кофе.
Также под дубами, образуя симбиотическую связь с их корневой системой, растут самые дорогие грибы — трюфели.

### Кофейный напиток из желудей
Порошок для кофейного напитка можно приготовить как заранее, так и использовать свежий. Следует учитывать, что заранее приготовленный порошок достаточно быстро теряет аромат вследствие испарения и разрушения входящих в него масел. Для приготовления свежемолотого кофейного напитка специально заготовленные и приготовленные жёлуди перемалывают в кофемолке и варят как кофе.
Заготавливаются спелые, крупные жёлуди зелёного цвета, твёрдые на ощупь, так как мягкие, продавливающиеся пальцем — червивые. Один из вариантов сушки: промытые жёлуди разложить на противне в один слой и поставить в разогретую духовку. За это время большинство желудей лопнет от испарения внутри влаги и приобретёт тёмно-коричневый цвет. Через десять минут вынуть и вышелушить жёлуди из скорлупы. Для приготовления порошка кофейного напитка жёлуди, пока они горячие, прокрутить через мясорубку и получившийся «фарш» разложить на противнях для дальнейшей сушки в духовке при открытой дверце. Хранить в тёмном месте, в герметично закрытой банке, либо в гигроскопичном полотняном или бумажном мешочке.

### В декоративном садоводстве
Дубы часто высаживают для озеленения городов; так, Дуб болотный (Quercus palustris) — одна из наиболее популярных пород на востоке США и в Европе, а вечнозелёный Дуб виргинский (Quercus virginiana) — на юге США. В XVIII—XIX веках дуб часто использовался как солитер в дворцовых и усадебных парках. В этом случае его обычно сажали на поляне перед господским домом.
В Крыму и на Кавказе можно с успехом выращивать дуб пробковый (Quercus suber).

## Дубы-памятники и охраняемые дубы
Существует множество отдельных деревьев из рода дуб, получивших широкую известность либо из-за своего возраста, или размера, или по иным уникальным причинам. Многие из них считаются достопримечательностями и находятся под охраной. Среди них можно отметить: Мамврийский дуб, Стелмужский дуб, Панский дуб, Царь-дуб, Дуб кайзера, Дуб-часовня, Богатырь Тавриды, 600-летний дуб, Гранитский дуб.
Дубовая роща в окрестностях села Шемаха — ООПТ в Челябинской области, крайний северо-восточный ареал дуба черешчатого.

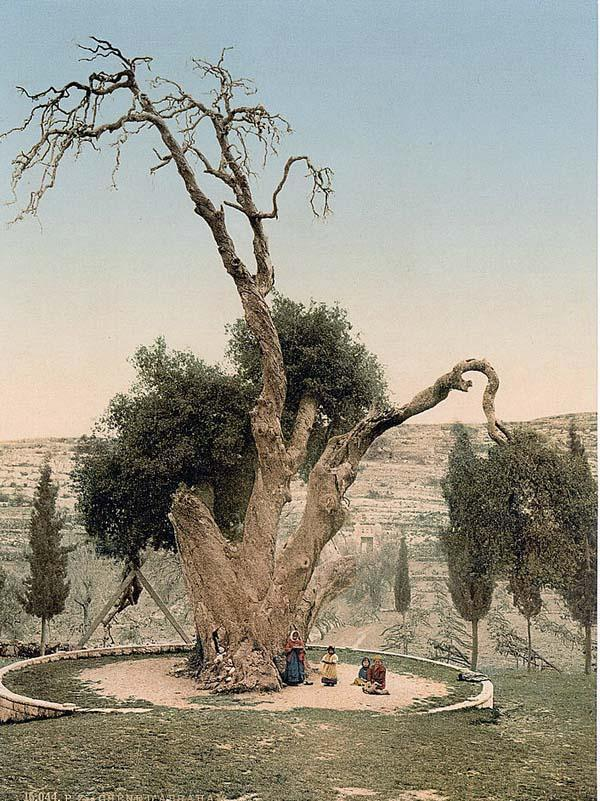
Мамврийский дуб. Фото 1890—1900 годов.
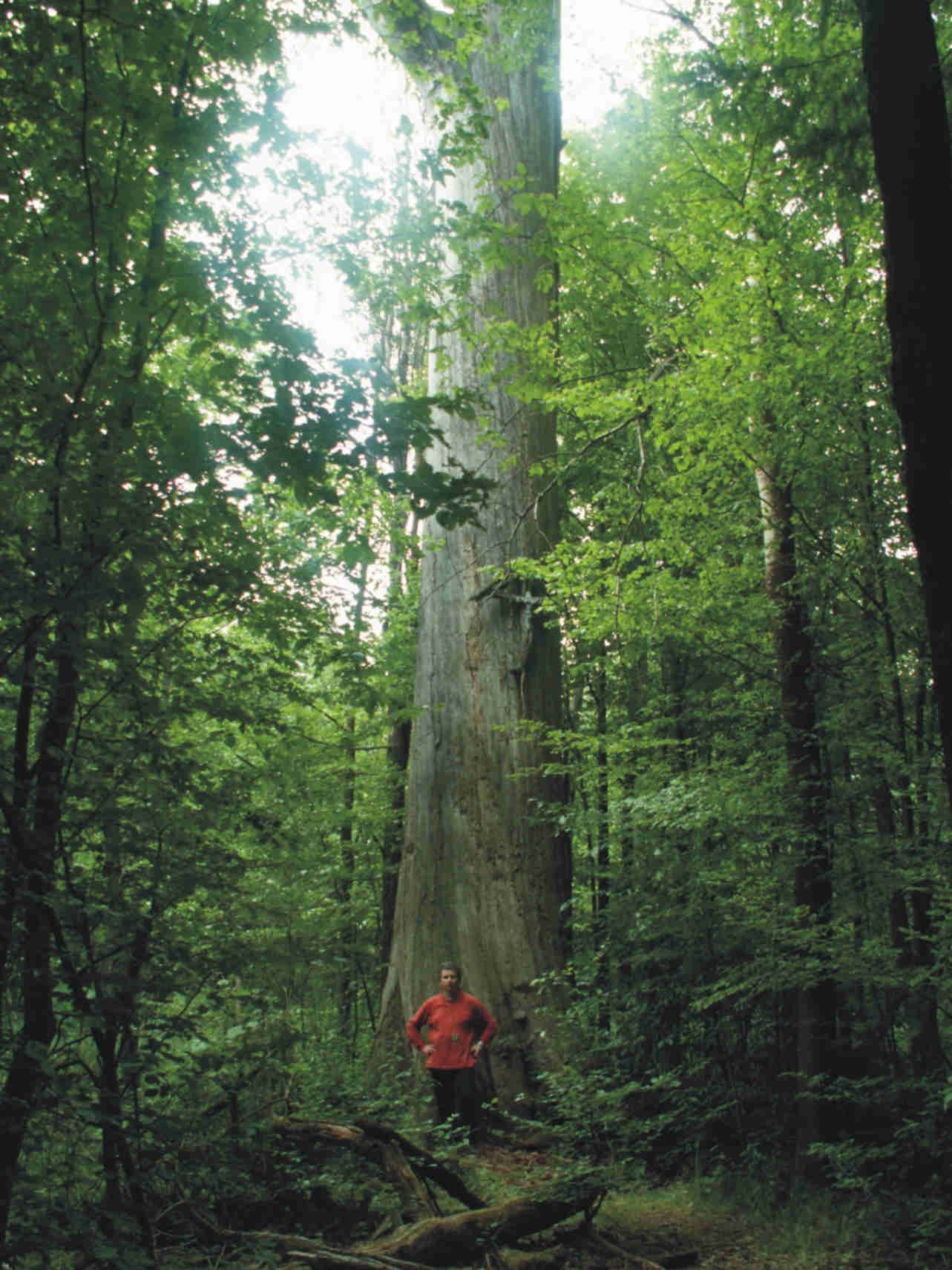
Царь-дуб — самый старый дуб Беловежской пущи
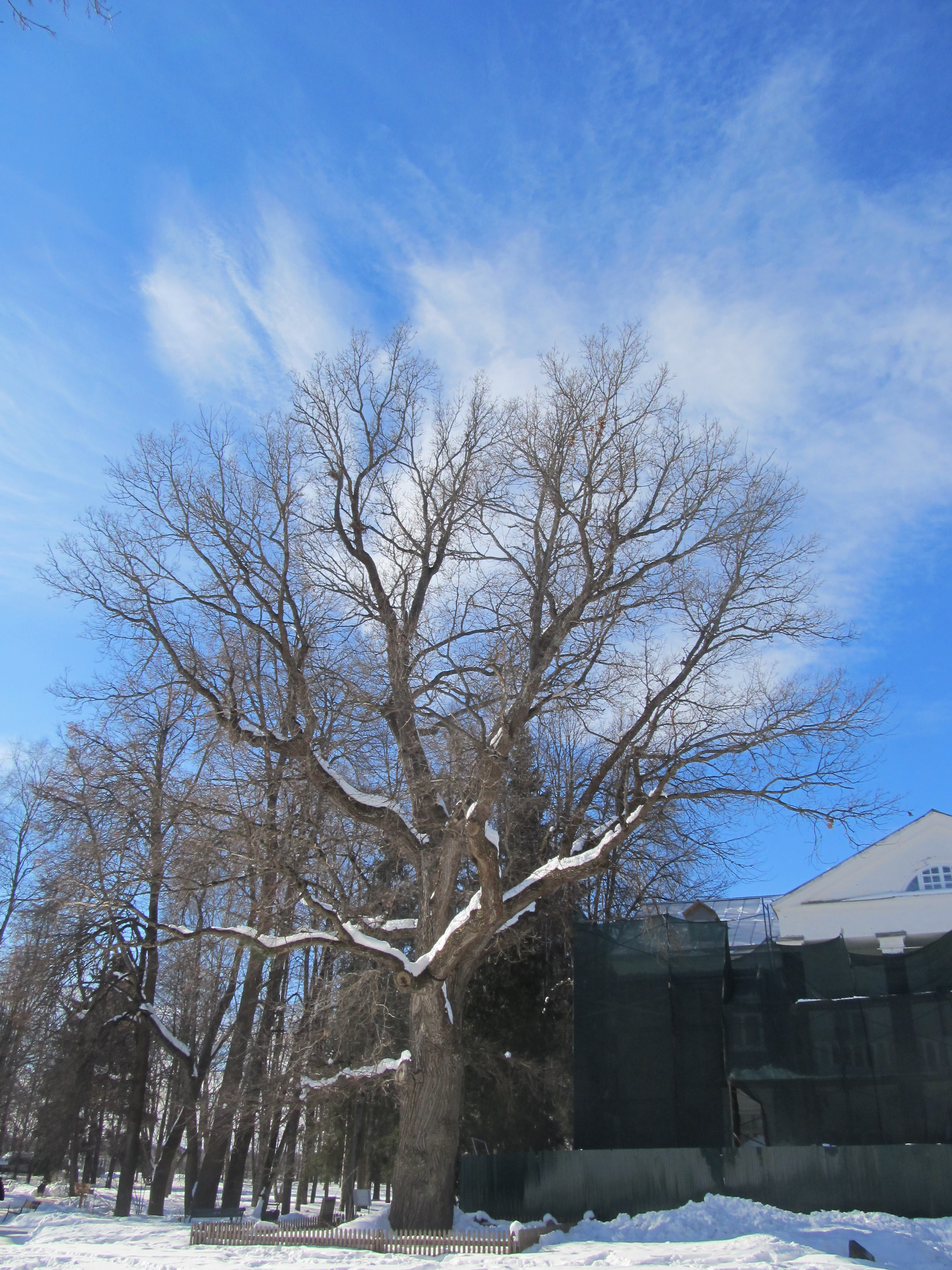
Дуб-исполин черешчатый. Посажен в 1770 году в Абрамцеве

## Дуб в культуре

### Музыка
Волшебная флейта из оперы В. А. Моцарта вырезана из древесины тысячелетнего дуба. Волшебная флейта превращается затем в золотую.

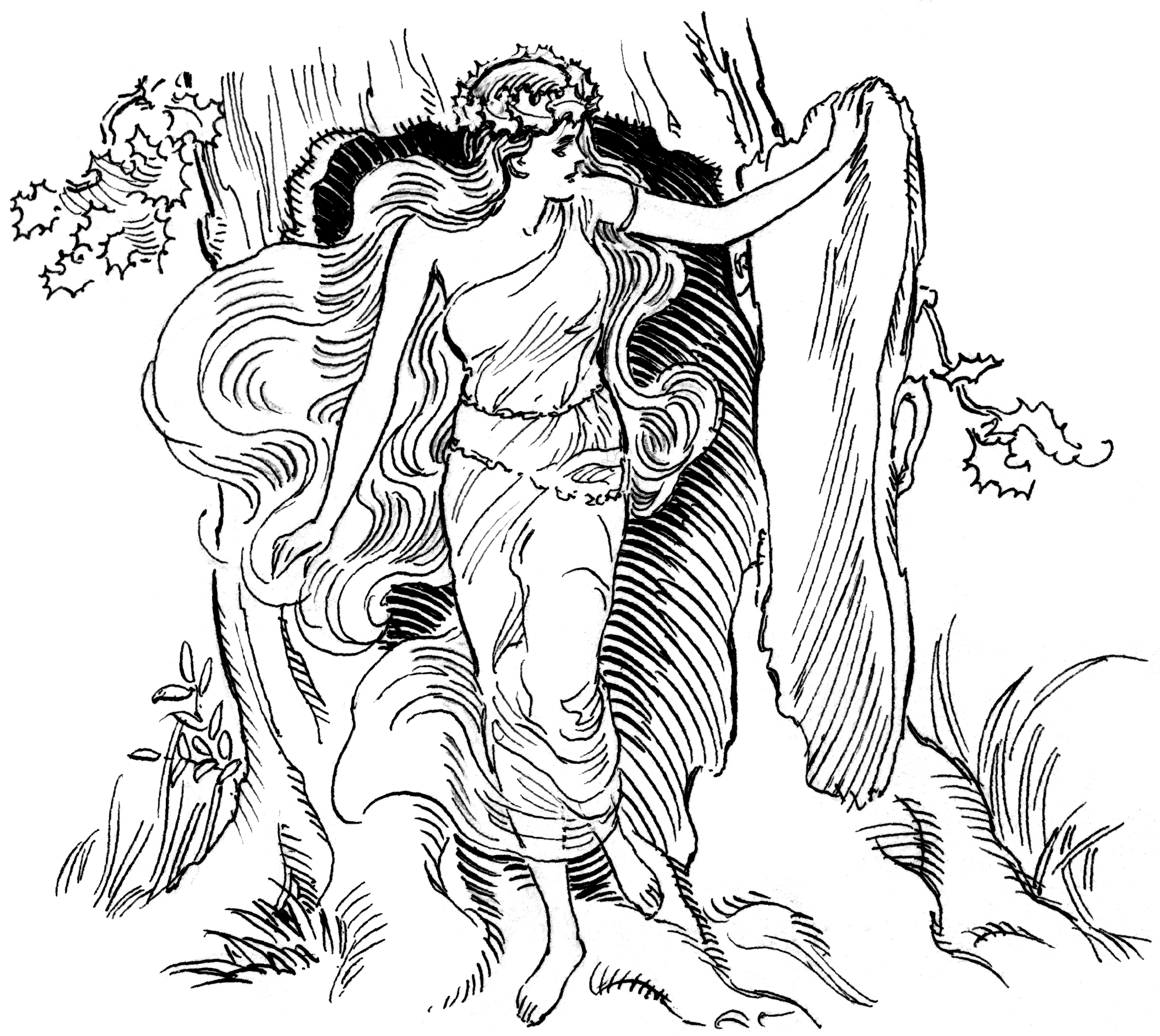
От Δρυς — «дуб» произошло имя нимф Дриад — покровительниц деревьев в греческой мифологии.

### Устное народное творчество
В космическом миросозерцании славян мировое древо трансформировалось в фольклорный образ дуба, растущего на острове Буяне, посреди Океана-моря. «На Море-Океане, на Острове Буяне стоит дуб зелёный», — так начинаются многие русские народные сказки. По поверьям древних славян, в дупле древнего дуба живёт змей Змиулан, воплощающий стихию огня. Он может внушить любовь женщине, чтобы вступить с ней в брак. В качестве свадебного подарка змей приносит драгоценности, которые он достаёт через дупло из подземных кладовых. За помощью к Змиулану обращались мужчины, желающие внушить любовь к своей избраннице. На Руси бытовало поверье, что в дупле огромного дуба обитает Никола Дуплинский. И если ему усердно помолиться, то он выполнит любое желание:40—41.
У некоторых народов считалось, что поваленные бурей дуплистые деревья могут возвращать человеку молодость и приносить здоровье. Таким деревом в поэме Г. Лонгфелло «Песнь о Гайавате» оказывается дуб:
На пути их, в дебрях леса

Дуб лежал, погибший в бурю,

Дуб-гигант, покрытый мохом,

Полусгнивший под листвою,

Почерневший и дуплистый.

Увидав его, Осезо

Испустил вдруг крик тоскливый

И в дупло, как в яму, прыгнул.

Старым, грязным, безобразным,

Он упал в него, а вышел —

Сильным, стройным и высоким, статным юношей, красавцем!:41
Король Падуб и Король Дуб — выделяемый Робертом Грейвсом архетип в европейском фольклоре, извечные противники, каждому из которых принадлежит половина года.
По преданию, православный монах Тихон жил в дупле дуба, прежде чем основать Тихонову пустынь:41.

### Народные приметы
- Дуб перед ясенем лист пустит — к сухому лету[20].
- Много желудей на дубе — к строгой зиме[20].
- Не сей пшеницы прежде дубового листа[21].
- Холодно оттого, что лист дуба развёртывается[20].
- Шумит зимой дубравушка — к непогодушке[20].

### Пословицы и поговорки
Русская народная пословица гласит: «Что ни дуб, то тулуп, что ни сосёнка, то избёнка»:59. А советская пословица иронически обыгрывает крепость дуба: «Чем больше в армии дубов — тем крепче наша оборона».
Английские:
- Большие дубы вырастают из маленьких желудей. — англ. Great oaks from little acorns grow.
- Буря валит дубы, а тростник не может сломать. — Oaks may fall when reeds stand the storm.

### Символика
В Древней Греции дуб был посвящён Зевсу и Гераклу. Он является символом душевной и физической силы, а также долголетия. Дубовая ветвь символизировала силу, мощь и знатность рода, дубовыми венками награждали самых храбрых воинов. Крупные экземпляры дуба считались статуями Зевса. В Древнем Риме дуб был посвящён Юпитеру, жёлуди назывались юпитеровыми плодами. Человека, спасшего жизнь римскому гражданину, принято было награждать дубовым венком, называвшимся corona civica.
У славян дуб олицетворял силу, мощь и был посвящён Перуну. Его называли Перуново дерево.
У древних тевтонцев и литовцев бог дуба был богом грома, посылавшим дождь и оплодотворяющим землю.
Кельты видели в нём символ выносливости и победоносности. Галлы рассматривали дуб в качестве оси мира.
В революционную эпоху во Франции дуб, в память о галльской традиции, символизировал свободу, надежду и преемственность. Его экземпляры были объявлены общественными памятниками, охраняемыми законом, у их подножия крестьяне сжигали помещичьи ценные бумаги, под их сенью подписывали важные документы и произносили гражданские клятвы:103.

### Геральдика
Изображение дуба можно увидеть на гербах городов и административных единиц.

Цивильск, Чувашия
Лофт, Германия
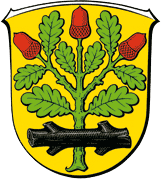
Ланген, Германия
Бискайя, Испания
Дубна, Московская область
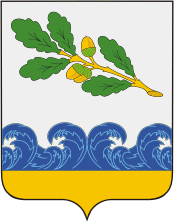
Сестрорецк
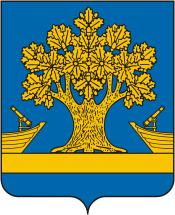
Дубовский район Волгоградской области
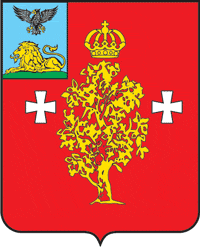
Борисовский район Белгородской области
Айхвальде, Бранденбург, Германия
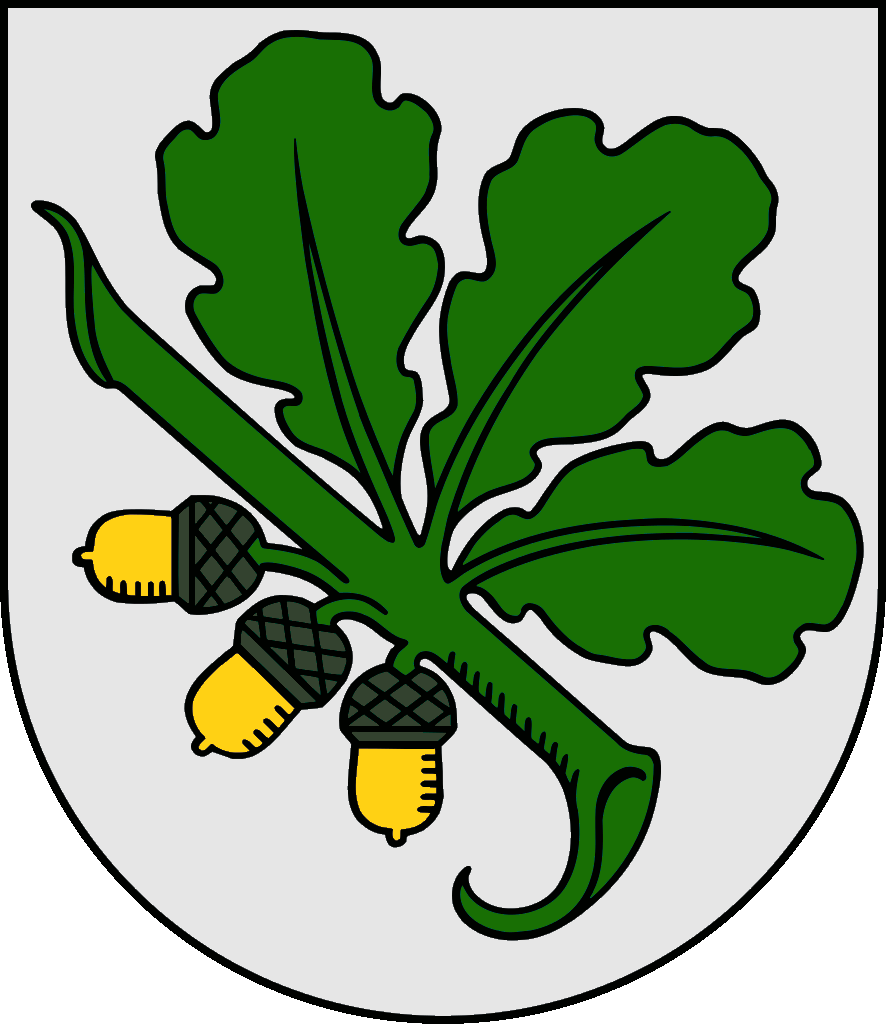
Кандава, Латвия
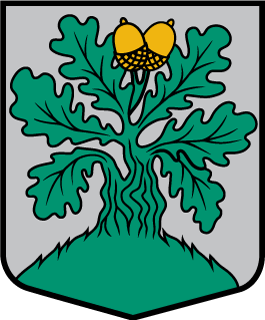
Семес, Латвия
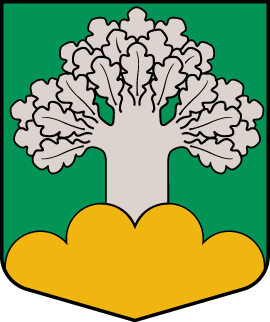
Медуму, Латвия
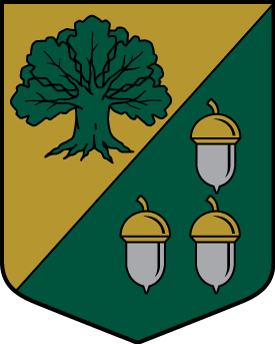
Мазозолу, Латвия
Томская область
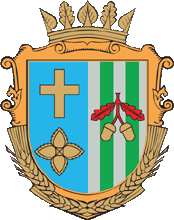
Глыбокский район Черновицкой области, Украина
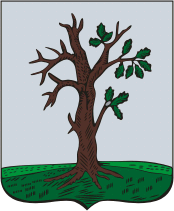
Стародуб,  Брянская область